# Ängerån
Ängerån är ett ca 20 km långt vattendrag i nordöstra Ångermanland, Umeå kommun, Västerbottens län. Avrinningsområde ca 70 km².  
Vid Ängeråns mynning låg tidigare två bryggerier Höijers bryggeri och  Ängeråns bryggeri, båda etablerades efter att Frans Kempe startat Mo Ångsåg på Norrbyskären. Efter en tid så förlorade Höijers bryggeri kampen om svagdrickan, och sadlade om till läskedrycker. 
Ängerån rinner upp i Mullsjön ungefär 20 km nordväst om Nordmaling och rinner först söderut mot Mesjön, därefter i riktning sydost mot Ängersjön. Slutligen rinner ån rakt söderut mot Norra Kvarken, där den mynnar norr om Norrbyn, cirka en halvmil sydväst om Hörnefors, nordväst om Norrbyskär.

## Historik
Ängeråns nedre del har i äldre tider ansetts utgöra gräns mellan landskapen Ångermanland och Västerbotten.
Ängerån har använts för flottning av timmer från Mullsjön, Mesjön och Ängersjö ned till havet. Åns nedre lopp har rensats och rätats för detta ändamål och det finns lämningar av dammar och kvarnar. Flottning från Mullsjön och Mesjön upphörde omkring år 1900, men flottningen från Ängersjö fortsatte fram till 1940-talets början.

## Forskning
Sedan början 1970-talet har fiskeribiologiska undersökningar genomförts i Ängerån. Man har genom fiskmärkning och fiskfällor i ån försökt skatta antalet lekvandrande vuxna fiskar och deras spridning i kustzonen. Ängerån uppskattas producera mellan 100 000 till 150 000 yngel årligen, huvudsakligen av gädda, abborre, karpfiskar och lake.